# Erik Morales (muzikant)
Erik Morales (New York, 10 december 1966) is een Amerikaans componist, muziekpedagoog, dirigent, arrangeur, trompettist en muziekuitgever.

## Levensloop
Morales kreeg in de High School les voor trompet en speelde spoedig in het harmonieorkest en de "Marching Band" van zijn school in Florida mee. In 1985 begon hij met het arrangeren van werken voor de High School Marching Band. Zijn arrangementen waren zeker van goede kwaliteit, omdat het hem een contract met de muziekuitgeverij FJH Music Company inbracht. Hij studeerde compositie aan de Florida Internationale Universiteit in Miami en vervolgens aan de Universiteit van Louisiana in Lafayette. Aldaar behaalde hij zijn Bachelor of Music in 1989. Tot zijn docenten behoorden Quincy Hilliard, Gary Mortenson (trompet) en Rich Stoelzel (trompet).
Tegenwoordig werkt hij als docent voor trompet en trompetsolist in de regio van New Orleans. Aldaar is hij eveneens als dirigent, componist en muziekuitgever (MoralesMusic.com) werkzaam.
Als componist schreef hij werken voor orkest, harmonieorkest, jazzensembles, kamermuziek en pedagogische werken.

## Composities

### Werken voor orkest
- 2003 Rudolph the Red-nosed Reindeer, voor orkest
- 2007 Relic, voor orkest
- 2008 Ukrainian Bell Carol, voor orkest
- 2009 Danny Boy
- 2010 Ghost Carnival

### Werken voor harmonieorkest
- 2003 Angels We Have Heard On High, voor harmonieorkest
- 2004 Da Vinci Sketches, voor harmonieorkest
- 2004 Equus, voor harmonieorkest
- 2004 Rhythmata, voor harmonieorkest
- 2004 Three Meditations, voor harmonieorkest
- 2005 Aztec, voor harmonieorkest
- 2005 December Sky, voor harmonieorkest
- 2005 O Holy Night, voor harmonieorkest
- 2005 Revolution (Scherzo for Band), voor harmonieorkest
- 2005 Urban Dances, voor harmonieorkest
- 2006 Fantasia on a Christmas Carol, voor harmonieorkest
- 2006 Grand Canyon Jubilee, voor harmonieorkest
- 2006 Through Darkened Sleepy Hollow, voor harmonieorkest
- 2007 Epiphany, voor harmonieorkest
- 2007 Raiders of the High Seas, voor harmonieorkest
- 2007 The Impossible Machine (Perpetual Motion), voor harmonieorkest
- 2007 Thunderscape, voor harmonieorkest
- 2007 With Ever Joyful Hearts, voor harmonieorkest
- 2008 Forest Brook Overture, voor harmonieorkest
- 2008 Four Moons, voor harmonieorkest
- 2008 Hark! The Herald Angels Sing, voor harmonieorkest
- 2008 The Hive (Survival and Sacrifice), voor harmonieorkest
- 2009 I'll Be Home For Christmas, voor harmonieorkest
- 2009 Rockwell Portrait, voor harmonieorkest
- 2009 Sunburst, voor harmonieorkest
- 2009 The Red Baron, voor harmonieorkest
- 2009 Concert, voor trompet in C en harmonieorkest
- 2010 Dakota Fanfare, voor harmonieorkest

### Werken voor jazz-ensembles
- 2001 Fat City Swing
- 2002 Requerdos del Corazon
- 2003 Crescent River Ramble
- 2003 It's All About You
- 2004 Blues für Elise
- 2004 Carnaval
- 2004 The Sermon
- 2004 Wooly Bully
- 2005 Just Playin' Around
- 2005 Madrid
- 2005 The Bone Yard
- 2006 Blue Sky for a Rainy Day
- 2006 Feelin' the Funk
- 2006 In the Doghouse
- 2006 Quiet Steps
- 2006 Shake, Twist and Jump
- 2008 Alianza
- 2008 Maiden Voyage
- 2009 Out of the Doghouse
- 2009 Whiplash – Hank Levy

### Kamermuziek
- 2003 Cityscapes, voor vijf trompetten
- 2005 Path of Discovery, voor 5 trompetten of flügelhorns
- 2007 Concerto, voor trompet in C en piano
- 2007 Music From Strange Places, voor solo trompet en 6 trompetten
- 2007 Cyclone, voor vijf trompetten of flügelhorns
- 2008 Infinite Ascent, voor acht trompetten
- 2009 Passion Dance, trio voor trompet, viool en piano
- 2009 Metallic Fury, voor trompet- of flügelhornkwintet
- 2010 Amazing Grace, voor zes trompetten en vier flügelhorns